# Sabalos
Sabalos település Franciaországban, Hautes-Pyrénées megyében. Lakosainak száma 148 fő (2022. január 1.). Sabalos Dours, Collongues, Louit, Oléac-Debat, Orleix és Pouyastruc községekkel határos.

## Népesség
A település népessége az elmúlt években az alábbi módon változott:
| Lakosok száma | 146  | 150  | 147  | 146  | 149  | 147  | 147  | 148  |
|               | 2013 | 2015 | 2017 | 2018 | 2019 | 2020 | 2021 | 2022 |